# Culture of Corruption: Obama and His Team of Tax Cheats, Crooks, and Cronies
Culture of Corruption: Obama and His Team of Tax Cheats, Crooks, and Cronies är en bok från 2009 skriven av den amerikanska konservativa författaren Michelle Malkin. Boken är starkt kritisk gentemot den amerikanske presidenten Barack Obama, vars administration författaren beskriver som en av de mest korrumperade i amerikansk historia under senare tid.